# ريناتو راموس
ريناتو راموس (بالإسبانية: Renato Ramos)‏ (12 فبراير 1979 في تشيلي - ) هو لاعب كرة قدم تشيلي في مركز الهجوم. لعب مع أوداكس إيتاليانو وإيفرتون دي فينا ديل مار ونادي بالستينو ونادي برشلونة ونادي بوليفار ونادي تيكوس ويونيون إسبانيولا وديبورتيس أنتوفاغاستا ولوتا شفاغر ‏ وديبورتيفو نوبلينس ‏ وسان ماركوس دي أريكا ‏ وA.C. Barnechea ‏ وأونيفرسيداد دي كونسيبسيون ‏.

## وصلات خارجية
- ريناتو راموس على موقع إي إس بي إن إف سي (الإنجليزية)
- ريناتو راموس على موقع قاعدة بيانات كرة القدم.إي يو (الإنجليزية)
- ريناتو راموس على موقع Soccerway.com (الإنجليزية)
- ريناتو راموس على موقع عالم كرة القدم.نت (الإنجليزية)
- ريناتو راموس على موقع AS.com (الإسبانية)